# Stadtarchiv Friedberg
Das Stadtarchiv Friedberg ist das kommunale Archiv der hessischen Kreisstadt Friedberg.

## Aufgaben
Zu den Aufgaben des Stadtarchivs Friedberg zählen bewerten, übernehmen, erschließen, erhalten, bewahren, vermitteln, darstellen, erforschen, sammeln und erwerben:
- Weil das Stadtarchiv als „Gedächtnis“ der Friedberger Stadtverwaltung dient, sind städtische Unterlagen und Informationsträger hinsichtlich ihrer Archivwürdigkeit zu bewerten, sobald diese zur Aufgabenerfüllung nicht mehr benötigten werden und die gesetzlichen Aufbewahrungsfristen abgelaufen sind.
- Historische Bildungsarbeit. Beim Besuch von Schulklassen im Stadtarchiv machen Originaldokumente den Geschichtsunterricht anschaulich.
- Ein Aufgabenteil ist die Konzeption und Realisierung von Ausstellungen, die im Stadtarchiv und an externen Orten gezeigt werden. So fanden 2014 in den Sommermonaten Freilichtfotoausstellungen im Friedberger Burggarten statt.[2] Eine anlässlich des 100-jährigen Jubiläums des Friedberger Bahnhofs konzipierte Dauerausstellung wurde im Bahnhof-Personentunnel eröffnet.[3] Ein weiteres Beispiel für eine Outdoor-Präsentation war die Ausstellung am Usatal-Radweg anlässlich des 800-jährigen Jubiläums der urkundlichen Ersterwähnung Friedbergs.[4] Ziel derartiger externer Ausstellungen ist es, Menschen in deren Lebenswelt mit lokalhistorischen Themen in Kontakt zu bringen.
- Der Leiter des Stadtarchivs gibt im Auftrag des Friedberger Magistrats die „Schriften des Stadtarchivs Friedberg (Hessen)“ heraus. Im Rahmen dieser Reihe sind u. a. die Ortschroniken der Friedberger Stadtteile Dorheim, Bauernheim und Ossenheim sowie das Heimatbuch Ockstadt erschienen.[5]
- Um die Stadtgeschichte dokumentieren zu können, werden Artikel in der Wetterauer Zeitung, der Frankfurter Allgemeinen Zeitung und der Frankfurter Rundschau nach fast 900 Sach- und Stichworten durchsucht und bei Relevanz für Friedberg in die Artikelsammlung aufgenommen.
- Sammeln und Erwerben von Dokumenten und Medien aller Art, die für das Verständnis von Geschichte und Gegenwart der Stadt Friedberg von Bedeutung sind. Ein Beispiel ist die Plakatsammlung.

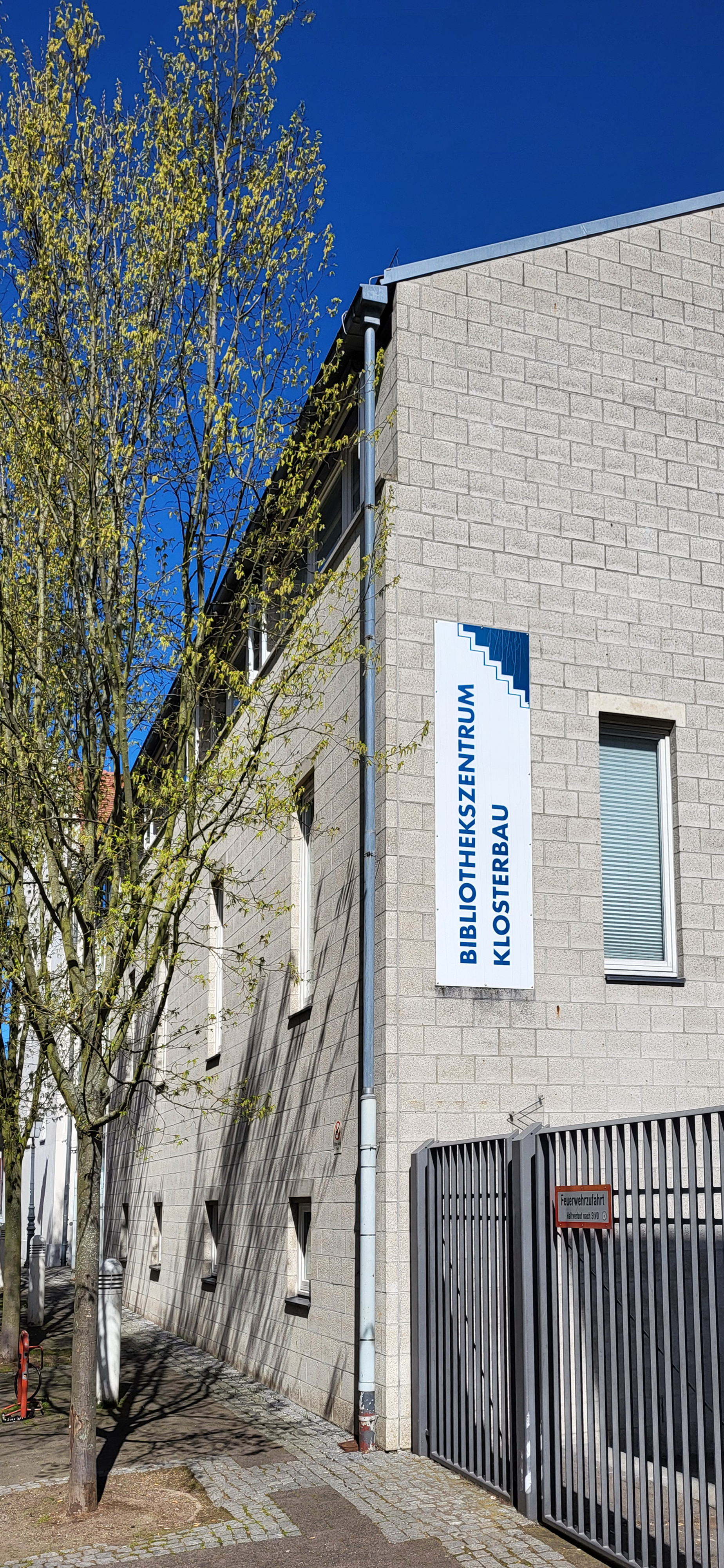
Stadtarchiv Friedberg (Hessen) im Bibliothekszentrum Klosterbau (Augustinergasse)

## Geschichte
Archive dienten im Mittelalter der sicheren Aufbewahrung von Urkunden. Für die Stadt Friedberg relevant wurde eine vom 5. Dezember 1273 datierende Urkunde. In diesem historischen Dokument bestätigte der römisch-deutsche König Rudolf I. der Stadt Friedberg alle Rechte und Freiheiten, die diese von seinen Vorgängern erhalten hatte. Die Friedberger Ratsordnung vom 16. Februar 1483 regelte erstmals das Führen eines Ratsbuches. Dieses Ratsbuch wurde in einer Kastentruhe aus Eiche mit Eisenbeschlägen und drei Vorrichtungen für Vorhangschlösser sicher aufbewahrt. Diese Kastentruhe wurde in einem feuersicheren Raum, dem so genannten „Gewölb“ im nördlichen Westturm der Friedberger Stadtkirche, verwahrt. Nachdem der Wiener Kongress entschieden hatte, dass alle aus früheren Jahrhunderten stammenden Rechte und Anspruchstitel erloschen seien, verloren die in Friedberg aufbewahrten Urkunden ihren rechtlichen Wert. Viele dieser Dokumente wurden deshalb an das Großherzogliche Haus- und Staatsarchiv in Darmstadt abgegeben und dort als Friedberger Depositum verwahrt. Die in Friedberg verbliebenen Archivalien wurden im Verlauf der folgenden Jahrzehnte ungeordnet im Glockenturm und der Sakristei der Stadtkirche sowie im Alten Rathaus (Kaiserstraße 21) eingelagert, litten dort jedoch unter Feuchtigkeit und anfallendem Staub.
Am 1. Juli 1907 erfolgte die Neugründung des Friedberger Stadtarchivs durch Ferdinand Dreher, einem an der Augustinerschule tätigen Lehrer. Nach einem Bombenanschlag auf das Friedberger Rathaus am 22. Juni 1910 wurden die in Friedberg vorhandenen Archivgüter im südlichen Turmstumpfes der Stadtkirche zusammengefasst. Dort war schon im Jahr 1901 ein freies Zimmer zum Archivraum ausgebaut worden. Im Jahr 1913 wurden das Stadtarchiv, die wissenschaftliche Bibliothek des Friedberger Geschichtsvereins und das Wetterau-Museum im ehemaligen Eichamt in der Haagstraße 16 unter einem Dach vereint. Aufgrund alliierter Luftangriffe erfolgte 1944 eine Auslagerung der wertvollsten Archivalien in verschiedene Kellerräume, so dass diese Bestände den Zweiten Weltkrieg unbeschadet überstanden. Im Jahr 1991 bezog das Stadtarchiv Friedberg gemeinsam mit der Stadtbibliothek das Bibliothekszentrum Klosterbau in der Augustinergasse 8.

## Bestände
Nennenswerte Bestände des Stadtarchivs Friedberg sind:
- Archiv der Reichsstadt Friedberg von den Anfängen 1216 bis 1803 (779 Urkunden, daneben Amtsbücher, Ratsprotokolle, Gerichtsbücher etc.). Das älteste im Stadtarchiv Friedberg zu findende Dokument datiert vom 26. Oktober 1216. Darin teilt der römisch-deutsche König Friedrich II. dem Burggrafen Giselbert und der Burg Friedberg sowie dem Schultheißen zu Frankfurt und allen Reichsgetreuen in der Wetterau mit, dass er dem Ulrich von Münzenberg alle Güter, die sein Vater und sein Bruder besessen hatten, rückerstattet habe.
- So genanntes „Rotes Buch“, das als Zweitschrift alle wichtigen Urkunden, Privilegien, Verträge, Ratsordnungen, Eide und andere Dokumente der Stadt Friedberg vereint. Dieses Regest wurde im Jahr 1724 von Johann Friedrich Schwalb erstellt.
- Archive der eingemeindeten Stadtteile Bauernheim, Bruchenbrücken, Dorheim, Fauerbach, Ockstadt und Ossenheim.
- Verwaltungsarchiv der Stadt Friedberg.
- Ausgaben historischer, vorwiegend in Friedberg herausgegebener Tageszeitungen.
- Sondersammlungen von Postkarten, Plakaten, Flugblättern und Fotos.
- Fast 500 Karten und Pläne zu Friedberg und seinen Stadtteilen.
- Das Henry-Benrath-Archiv, in dem der Nachlass des Friedberger Dichters, Essayisten und Publizisten Albert H. Rausch verwahrt wird.[12]
- Fritz Usinger-Archiv mit dem Nachlass des Friedberger Lyrikers und Essayisten Fritz Usinger.
- Kirchenbuchregister für die Stadt und die Burg Friedberg ab dem Jahr 1583 sowie für Fauerbach.
- Sammlung heimischen Schrifttums seit dem 19. Jahrhundert.
- Sammlung von 380 größeren und kleineren Fragmenten hebräischer Handschriften, wobei diese Sammlung eine der größten ihrer Art in Deutschland darstellt. Diese Handschriftenreste zeigen die reichhaltige jüdische Kultur Friedbergs am Ausgang des Mittelalters auf.

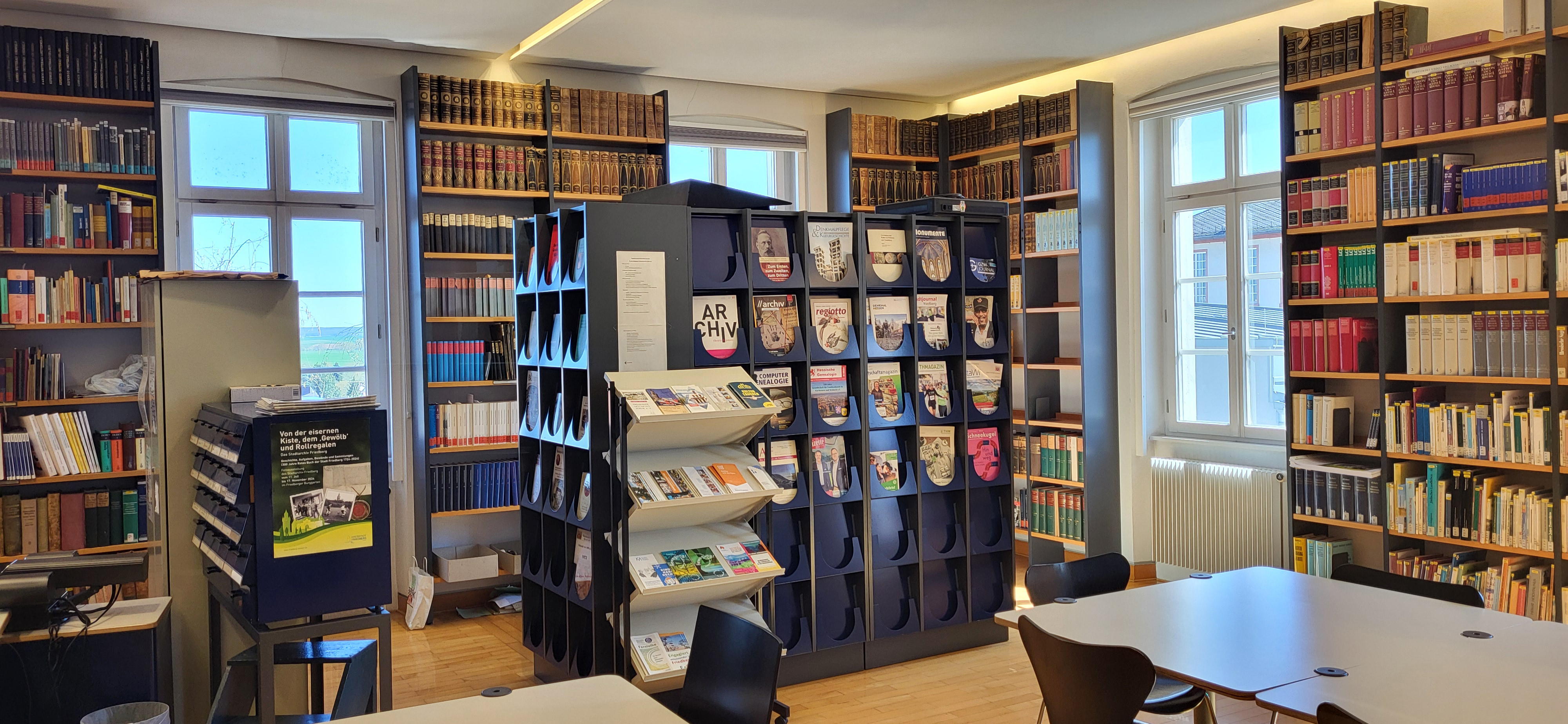
Lesesaal des Stadtarchivs Friedberg (Hessen)

## Leiter des Stadtarchivs
- 1907–1945: Ferdinand Dreher
- 1945–1956: Friedrich Wilhelm Schaum
- 1956–1958: Wilhelm Hans Braun
- 1958–1970: Anton Heinstadt
- 1970–1980: Margarethe Thomas[6]
- 1980–1997: Michael Keller
- 1999–2008: Katja Augustin
- seit 2008: Lutz Schneider